# Alois Gros
Alois Gros (1. června 1926 Brušperk – 1. června 2011) byl český a československý generál, politik Komunistické strany Československa a poúnorový poslanec Národního shromáždění ČSSR.

## Biografie
Vyučil se truhlářem a do roku 1948 pracoval jako dělník. V letech 1948–1950 absolvoval základní vojenskou službu. Od roku 1950 vojákem z povolání. Ve volbách roku 1960 byl zvolen za KSČ do Národního shromáždění ČSSR za Jihočeský kraj. V parlamentu setrval až do konce funkčního období, tedy do voleb roku 1964.
Působil jako důstojník ČSLA, roku 1975 povýšen na generála. V letech 1967–1968 byl zástupcem náčelníka Hlavní politické správy ČSLA pro ideologickou práci. V 70. letech byl vedoucím odboru obrany a bezpečnosti Úřadu předsednictva vlády Československa a od roku 1983 zastával post místopředsedy Ústředního výboru Československé socialistické akademie.

## Vyznamenání
- Medaile Za službu vlasti, 1955[2]
- Vyznamenání Za zásluhy o obranu vlasti, 1960[2]
- Vyznamenání Za zásluhy o výstavbu, 1963[2]
- Řád rudé hvězdy, 1965[2]